# Drypetes microphylloides
Drypetes microphylloides là một loài thực vật có hoa trong họ Putranjivaceae. Loài này được S.Moore mô tả khoa học đầu tiên năm 1925.